# 帕特里斯·里奧
帕特里斯·里奧（1948年8月15日—）是一名法國前職業足球運動員，司職後衛。
里奧曾效力南特 (1970–1984)，於70年代共為法國國家隊上陣17次，並為法國出戰1978年世界盃。里奧的父親羅傑也是一名法國國腳，曾為法國國家隊出戰1934年世界盃。

## 榮譽
- 法甲：為南特於1973年、1977年、1980年及1983年獲得冠軍
- 法國盃：為南特於1979獲得

## 外部鏈接
- FPATRICE RIO （页面存档备份，存于）於法國足球總會（法語）
- Patrice Rio （页面存档备份，存于）於隊報（法語）